# Азат (Туркестанская область)
Азат (каз. Азат, до 2001 г. — Абай) — село в Мактааральском районе Туркестанской области Казахстана. Входит в состав Иржарского сельского округа. Код КАТО — 514463200.

## Население
В 1999 году население села составляло 358 человек (163 мужчины и 195 женщин). По данным переписи 2009 года, в селе проживало 359 человек (175 мужчин и 184 женщины).